# Bombyx mandarina
Bombyx mandarina, la mariposa o gusano de seda silvestre, es un insecto lepidóptero de la familia Bombycidae. Es el pariente más cercano de la especie Bombyx mori, la mariposa o "gusano de seda" doméstico, junto con la cual configuran el género Bombyx. A diferencia de su pariente doméstico que no es capaz de volar o incluso de sobrevivir sin el cuidado humano, la mariposa de la seda silvestre es un lepidóptero bastante común, a lo largo de su zona de distribución, que incluye territorio de China continental, la península de Corea y Japón. Su principal diferencia con el taxón domesticado es que posee un cuerpo más delgado con alas bien desarrolladas en los machos, y su apagado color gris-marrón.
Puede hibridarse con la especie doméstica y algunos taxónomos la consideran como una subespecie, Bombyx mori mandarina.

## Filogenia y sistemática
Bombyx mandarina y el domesticado Bombyx mori constituyen dos de las ocho especies actualmente identificadas del género Bombyx, las polillas de seda verdadera o morera. El origen de la polilla de la seda doméstica es enigmático. Se ha sugerido que es el sobreviviente de una especie extinta que divergió de los ancestros de Bombyx mandarina hace millones de años. Sin embargo, esto se basa en una hipótesis de reloj molecular insostenible que asume que las polillas de seda salvajes y domésticas evolucionaron igualmente rápido después de que sus linajes divergieron. Más bien, los efectos de la selección artificial han acelerado la evolución en la forma doméstica hasta un punto en el que es difícil rastrear el origen de las numerosas razas de polillas de seda domésticas, incluso con los métodos de filogenia molecular más modernos. Posiblemente, las polillas de seda domésticas de hoy descienden de un stock inicial de B. mandarina recolectado hace 5.000 años. Si bien la seda silvestre podría haber sido recolectada y utilizada como hilos, etc., desde mucho antes, la tecnología para criar y usar gusanos de seda de una población domesticada no existía antes del Neolítico tardío.
Sin embargo, ha sido posible rastrear el origen geográfico de la polilla de la seda doméstica. La especie silvestre se encuentra en un rango considerable desde el interior de China hasta Corea y Japón, y muestra mucha (aunque sutil) variación; Los especímenes chinos tienen 56 cromosomas y los especímenes japoneses tienen 54. Las poblaciones del extremo noreste de la gama, por ejemplo, difieren en cariotipo de las del interior de China. Las polillas de seda domésticas están más cerca de estas últimas con respecto a los datos de secuencia de ADNmt, y especialmente carecen de algunas apomorfias genéticas de la B. mandarina nororiental. Por lo tanto, el stock nacional inicial provino del interior de China.
B. mandarina es capaz de hibridarse con B. mori. Tanto en la naturaleza como en un ambiente domesticado, las hembras liberan feromonas y esperan a que los machos se sientan atraídos y vuelen hacia ellas. Sin embargo, los machos de B. mori no pueden volar. La hibridación en la naturaleza, por lo tanto, significa inevitablemente la reproducción entre machos salvajes (B. mandarina) y hembras domésticas (B. mori). La hibridación es posible en ambas direcciones en un ambiente domesticado.

En consecuencia, las dos polillas de seda se han unido como subespecies de una sola especie; en este caso, el nombre Bombyx mori, que se publicó primero, se aplica a ambos. Sin embargo, hoy en día generalmente se reconoce que la polilla de la seda doméstica depende completamente del cuidado humano para su supervivencia y, por lo tanto, tiene un nivel de aislamiento reproductivo de sus parientes silvestres.
- Datos: Q144548
- Multimedia: Bombyx mandarina / Q144548
- Especies: Bombyx mandarina